# Get Up, Stand Up
«Get Up, Stand Up» — пісня Боба Марлі і Пітера Тоша у стилі реггі. Випущена 1973 року в альбомі Burnin' гурту The Wailers, невдовзі після чого Боб Марлі став лідером гурту і гурт скорегував свою назву на Bob Marley & The Wailers.
Ця пісня потрапила до списку 500 найкращих пісень усіх часів за версією журналу Rolling Stone.

## Кавер
Кавер Боба Марлі «Get Up, Stand Up» на підтримку Євромайдану в Києві записала британсько-українська група «Bloom Twins».